# Gridley-Klasse
Die Gridley-Klasse war eine Klasse von vier Zerstörern der United States Navy, die im Zweiten Weltkrieg zum Einsatz kamen.

## Allgemeines
Die Gridley-Klasse basierte auf der Mahan-Klasse. Zwei Zerstörer der Klasse wurden 1937 in Dienst gestellt, die anderen beiden 1938. Bei der Erprobungsfahrt erreichte die USS Maury 42,8 kn und damit die höchste jemals bei einem US-amerikanischen Zerstörer gemessene Geschwindigkeit.
Die Gridley-Klasse hatte den gleichen Rumpf wie die Mahan-Klasse, nur einen Schornstein und einen Pfahlmast. Zusammen mit den Zerstörern der Bagley-Klasse und der Benham-Klasse besaß die Gridley-Klasse mit 16 Torpedorohren in vier Vierlingen die stärkste Torpedobewaffnung aller US-amerikanischen Zerstörer. Dies entsprach dem damaligen taktischen Schwerpunkt auf Torpedoangriffe. Jeweils zwei Vierlinge befanden sich auf jeder Seite an Oberdeck hinter dem Schornstein. Für diese Aufstellung wurde das bei der Mahan-Klasse vorhandene mittlere 5"-Geschütz geopfert. Der größte Unterschied zur Vorgänger-Klasse waren die vergrößerten Dampfturbinen, die mit einem Dampfdruck von 565 PSI (39 bar) statt mit 400 PSI (28 bar) betrieben wurden. Die Leistung wurde dadurch auf 50.000 PS gesteigert. Der Rumpf wies allerdings strukturelle Schwächen auf. Zudem waren die Schiffe topplastig, so dass sie im Zweiten Weltkrieg als einzige Zerstörer der US Navy nicht mit dem 40-mm-Bofors-Geschütz ausgerüstet wurden.
Im Oktober 1945 wurde die USS Maury und im November 1945 die USS McCall außer Dienst gestellt. Beide Schiffe wiesen strukturelle Beschädigungen am Rumpf auf. Die Außerdienststellung der USS Gridley und der USS Craven erfolgte 1946. Ende 1948 wurden die Zerstörer verschrottet.

## Einheiten
| Name                 | Bauwerft                        | Kiellegung    | Stapellauf        | Indienststellung  | Außerdienststellung | Verbleib        |
| -------------------- | ------------------------------- | ------------- | ----------------- | ----------------- | ------------------- | --------------- |
| USS Gridley (DD-380) | Fore River Shipyard, Quincy     | 3. Juni 1935  | 1. Dezember 1936  | 24. Juni 1937     | 18. April 1946      | 1947 abgewrackt |
| USS Craven (DD-382)  | Fore River Shipyard, Quincy     | 3. Juni 1935  | 25. Februar 1937  | 2. September 1937 | 19. April 1946      | 1947 abgewrackt |
| USS McCall (DD-400)  | Union Iron Works, San Francisco | 17. März 1936 | 20. November 1937 | 22. Juni 1938     | 30. November 1945   | 1947 abgewrackt |
| USS Maury (DD-401)   | Union Iron Works, San Francisco | 24. März 1936 | 14. Februar 1938  | 5. August 1938    | 19. Oktober 1945    | 1946 abgewrackt |